# La Salle-et-Chapelle-Aubry
La Salle-et-Chapelle-Aubry korábbi község Franciaország Loire mente régiójában, Maine-et-Loire megyében. 2015. december 15-én tíz másik korábbi községgel egyesült és Montrevault-sur-Èvre új község része lett.
Lakosainak száma 1320 fő (2018. január 1.). La Salle-et-Chapelle-Aubry Beaupréau-en-Mauges, Chaudron-en-Mauges, Le Pin-en-Mauges, La Poitevinière és Saint-Pierre-Montlimart községekkel határos.

## Népesség
A település népességének változása:
| Lakosok száma | 1006 | 1000 | 1044 | 1056 | 1026 | 1235 | 1281 | 1331 | 1349 | 1320 |
|               | 1962 | 1968 | 1982 | 1990 | 1999 | 2008 | 2011 | 2013 | 2017 | 2018 |